# Iceland Express
Iceland Express fue una aerolínea de bajo coste con base en Reikiavik, Islandia. Efectuaba vuelos a catorce destinos en Europa utilizando aviones alquilados. Su base de operaciones principal era el Aeropuerto Internacional de Keflavík.

## Historia
La aerolínea fue fundada en 2002 y comenzó a operar el 27 de febrero de 2003 con vuelos diarios a Londres y Copenhague utilizando aviones Boeing 737-300 alquilados de Astraeus. Estos pasaron previamente por JetX Airlines y luego por Hello. En otoño de 2008, Astraeus permitió a Iceland Express continuar con sus operaciones con dos Boeing 737-700. La aerolínea era propiedad del grupo inversor islandés, Northern Travel Holding. Norther Travel Holding fue adquirida en su totalidad por Fons en septiembre de 2008. Posteriormente cambio de manos antes de la quiebra de Fons a la compañía afiliada Fengur.
Fons Eignarhaldsfelag adquirió un 51% de las acciones en Astraeus, por 5 millones de libras. El movimiento permitió al grupo islandés mantener a su filial, Iceland Express, con la que comenzó a efectuar vuelos de bajo coste transatlánticos. Las dos aerolíneas continuaron operando como entidades separadas y se dio por sentado que Astraeus podía aportar a Iceland Express aviones Boeing 757-200 para comenzar a volar de Islandia a Nueva York y Boston en la primavera de 2007.
Desde el año 2012, las actividades que realizaba la aerolínea han sido traspasadas a WOW air, empresa que continuó hasta 2019 prestando los servicios de la desaparecida Iceland Express.

## Flota histórica
La flota de Iceland Express incluyó las siguientes aeronaves:
| Aeronaves               | Total | Introducido | Retirado | Matrículas                      |
| ----------------------- | ----- | ----------- | -------- | ------------------------------- |
| Airbus A320-200         | 3     | 2011        | 2012     | OK-HCB, OK-LEE y OK-HCA         |
| Boeing 737-300          | 3     | 2003        | 2011     | G-STRB, G-STRI y G-STRE         |
| Boeing 737-500          | 1     | 2011        | 2011     | G-PJPJ                          |
| Boeing 737-700          | 2     | 2009        | 2011     | G-STRF y G-STRN                 |
| Boeing 757-200          | 3     | 2010        | 2011     | G-STRX, G-STRY y G-STRZ         |
| McDonnell Douglas MD-83 | 2     | 2005        | 2006     | TF-JXA y TF-JXB                 |
| McDonnell Douglas MD-90 | 4     | 2006        | 2009     | HB-JID, HB-JIF, HB-JIE y HB-JIC |